# Gabriac (Aveyron)
Gabriac è un comune francese di 482 abitanti situato nel dipartimento dell'Aveyron nella regione dell'Occitania.

## Storia

### Simboli
Lo stemma comunale si blasona:

## Società

### Evoluzione demografica
Abitanti censiti